# TVS (Polonia)
TVS (Telewizja Silesia, Televisione Schlesien, Telewizja Śląska) è un'emittente televisiva regionale polacca. Il canale TVS è diretto principalmente ai residenti del Voivodato della Slesia, tra cui le terre della regione storica della Slesia e della Piccola Polonia. Il canale TVS è stato creato come concorrente di TVP Katowice.
Canale TVS ha iniziato la trasmissione il 29 marzo 2008 alle ore 10:00. A dicembre 2012 la quota di mercato era 0,45%.